# نبیه بری
نبیه مصطفی برّی (عربی: نبيه مصطفى برّي؛ زادهٔ ۲۸ ژانویهٔ ۱۹۳۸) سیاستمدار لبنانی است که از سال ۱۹۸۴ تاکنون، رهبری جنبش اَمَل، از احزاب شیعهٔ لبنانی و از سال ۱۹۹۲ تاکنون، ریاست مجلس نمایندگان لبنان را برعهده دارد.